# Diskit
Diskit, Deskit ou Disket é uma aldeia do Ladaque, no norte da Índia. O nome é também usado, pelo bloco e tesil a que pertence administrativamente, o qual também é designado por Nubra. Situa-se na margem esquerda (sul) do rio Shyok, junto ao local onde o rio Nubra desagua no Shyok, a mais de 3 100 metros de altitude,  cerca de 115 km a norte de Lé pela estrada que passa pelo Khardung La, um dos passos de montanha com estrada mais altos do mundo.
Em 2011 o bloco de Diskit/Nubra tinha 10 404 habitantes (62,6% do sexo masculino e 37,4% do sexo feminino), dos quais 1 760 na aldeia, a qual tinha 384 residências.
| Aldeias do bloco de Diskit/Nubra | Aldeias do bloco de Diskit/Nubra | Aldeias do bloco de Diskit/Nubra |
| Aldeia                           | Nº de residências (2011)         | Habitantes (2011)                |
| -------------------------------- | -------------------------------- | -------------------------------- |
| Digger                           | 53 \|                            | 192                              |
| Diskit                           | 344 \|                           | 1 760                            |
| Hundar                           | 269 \|                           | 1 179                            |
| Hundar Dok                       | 21 \|                            | 95                               |
| Hundri                           | 53 \|                            | 238                              |
| Khalsar                          | 22 \|                            | 98                               |
| Khardong                         | 144 \|                           | 468                              |
| Khema Khungiu                    | 38 \|                            | 142                              |
| Lakjung                          | 105 \|                           | 514                              |
| Largiab                          | 89 \|                            | 421                              |
| Partap Pore                      | 197 \|                           | 3 561                            |
| Skanpuk                          | 93 \|                            | 416                              |
| Skuru                            | 52 \|                            | 230                              |
| Tangyar                          | 42 \|                            | 184                              |
| Terchey                          | 57 \|                            | 270                              |
| Udmaru                           | 84 \|                            | 378                              |
| Warisfistan                      | 52 \|                            | 258                              |

É uma das principais localidades do vale de Nubra, um destino turístico com alguma importância no Ladaque. Duas das principais atrações são as dunas de Hundar, situadas alguns quilómetros a jusante do vale, e o mosteiro de Diskit, uma gompa da escola Gelug do budismo tibetano, fundado no século XIV por um discípulo de Tsongkhapa, o fundador da linhagem Gelug.